# Бумпо
Бумпо или Ампо (яп. 文保 бумпо:) — девиз правления (нэнго) японских императоров Ханадзоно и Го-Дайго, использовавшийся с 1317 по 1319 год .

## Продолжительность
Начало и конец эры:
- 3-й день 2-й луны 6-го года Сёва (по юлианскому календарю — 16 марта 1317);
- 28-й день 4-й луны 3-го года Бумпо (по юлианскому календарю — 18 мая 1319).

## Происхождение
Название нэнго было заимствовано из древнекитайского сочинения Книга Лян:「姫周基文、久保七百」.

## События
даты по юлианскому календарю
- 1317 год (1-й год Бумпо) — заключено Соглашение годов Бумпо (яп. 文保の和談 бумпо: но вадан) между сёгунатом и двумя ветвями императорской семьи (Южной — Дайкакудзито и Северной — Дзимёинто) о поочерёдной смене престола каждые 10 лет; соглашение было нарушено императором Го-Дайго;
- 1317 год (1-й год Бумпо) — Ходзё Такатоки стал правителем провинции Сагами[5];
- 1317 год (9-я луна 1-го года Бумпо) — бывший император Фусими скончался в возрасте 53 лет[6];
- 1318 год (2-я луна 2-го года Бумпо) — император Ханадзоно отрёкся от престола; власть перешла к его двоюродному брату, второму сыну бывшего императора Го-Уда, который через некоторое время взошёл на престол под именем император Го-Дайго[6];
- 29 августа 1318 года (3-й день 8-й луны 2-го года Бумпо) — Саёндзи-но Киси (яп. 西園寺 禧子), дочь Первого министра князя Саёндзи Санэканэ (яп. 西園寺実兼), была посвящена в ранг императрицы и введена во дворец Кокидэн[7];
- 1319 год (4-я луна 3-го года Бумпо) — император Го-Дайго сменил девиз правления на Гэнъо, чтобы отметить начало своего царствования[8].

## Сравнительная таблица
Ниже представлена таблица соответствия японского традиционного и европейского летосчисления. В скобках к номеру года японской эры указано название соответствующего года из 60-летнего цикла китайской системы гань-чжи. Японские месяцы традиционно названы лунами.
| 1-й год Бумпо (Огненная Змея)   | 1-я луна        | 2-я луна*  | 3-я луна  | 4-я луна* | 5-я луна  | 6-я луна* | 7-я луна  | 8-я луна*             | 9-я луна    | 10-я луна  | 11-я луна | 12-я луна*    |                |
| ------------------------------- | --------------- | ---------- | --------- | --------- | --------- | --------- | --------- | --------------------- | ----------- | ---------- | --------- | ------------- | -------------- |
| Юлианский календарь             | 12 февраля 1317 | 14 марта   | 12 апреля | 12 мая    | 10 июня   | 10 июля   | 8 августа | 7 сентября            | 6 октября   | 5 ноября   | 5 декабря | 4 января 1318 |                |
| 2-й год Бумпо (Земляная Лошадь) | 1-я луна        | 2-я луна*  | 3-я луна  | 4-я луна* | 5-я луна* | 6-я луна* | 7-я луна  | 8-я луна*             | 9-я луна    | 10-я луна  | 11-я луна | 12-я луна*    |                |
| Юлианский календарь             | 2 февраля 1318  | 4 марта    | 2 апреля  | 2 мая     | 31 мая    | 29 июня   | 28 июля   | 27 августа            | 25 сентября | 25 октября | 24 ноября | 24 декабря    |                |
| 3-й год Бумпо (Земляная Коза)   | 1-я луна        | 2-я луна   | 3-я луна* | 4-я луна  | 5-я луна* | 6-я луна* | 7-я луна* | 7-я луна (високосная) | 8-я луна*   | 9-я луна   | 10-я луна | 11-я луна*    | 12-я луна      |
| Юлианский календарь             | 22 января 1319  | 21 февраля | 23 марта  | 21 апреля | 21 мая    | 19 июня   | 18 июля   | 16 августа            | 15 сентября | 14 октября | 13 ноября | 13 декабря    | 11 января 1320 |

* звёздочкой отмечены короткие месяцы (луны) продолжительностью 29 дней. Остальные месяцы длятся 30 дней.